# 巴基斯坦死刑制度
死刑是巴基斯坦的法定刑罚。巴基斯坦曾在2008年至2013年一度暂停执行死刑（军法除外，2012年按照军事法庭的判决执行了1例）。2014年12月16日，由于该国白沙瓦发生了针对军人子女学校的恐怖袭击事件，该国于2014年12月17日由总理纳瓦兹·谢里夫签署文件，恢复对涉及恐怖袭击案件的死刑执行。2015年3月10日，巴基斯坦最终彻底解除了死刑的暂停执行。

## 可判处死刑的罪名
巴基斯坦刑法典包含27种可判处死刑的罪行，包括谋杀、叛国罪（包括脱离伊斯兰教并加入外国宗教以对抗伊斯兰教）、同性恋行为、海盗、亵渎神明、强奸、婚外性行为、侵犯妇女尊严和走私毒品。这部法典源于印度刑法典，经过巴基斯坦历届政府的多次修订，该法典现已成为伊斯兰教法和英国法的混合体。